# José Rivera
José Rivera (Santurce, Puerto Rico, 24 de març de 1955) és un dramaturg i el primer porto-riqueny guionista a ser nominat als Premis Oscar.

## Trajectòria
Va viure a Arecibo en el si d'una família molt religiosa fins que el 1959 tota la seva família va emigrar a Nova York. Segons ell mateix diu, es va interessar per l'espectacle quan el 1968 una companyia ambulant va representar "Rumpelstiltskin" a la seva escola.

## Carrera
Muchos de sus juegos han sido producidos a través de la nación e incluso traducido a varias lenguas, incluyendo: La Casa de Ramon Iglesias, La tectónica de las nubes, La Calle del Sol, Sonetos para un Siglo Viejo, Sueño, los gigantes Nos Tienen en Sus Libros, las referencias a Salvador Dalí Me ponen caliente i Adoración de la Mujer Vieja. En 2003, La tectónica de las nubes fou presentada al XLII Festival de Teatre Portoriqueny, esdeveniment patrocinat per l'Institut de Cultura Portoriqueny de San Juan. i ajudat per la companyia de teatre de Los Ángeles Proyecto Wilton.
Ha participat amb els seus guions a les pel·lícules i series de televisió The House of Ramon Iglesias (1986), Family Matters (1989), The Jungle Book: Mowgli's Story (1998), Night Visions (2001) i el segment "Harmony" de Shadow Realm (2002). També va coproduir la sèrie de la NBC-TV Eerie, Indiana amb Karl Schaefer.
El 2002 fou contractat per elaborar el guió de la pel·lícula Diarios de motocicleta pel director Walter Salles. La pel·lícula, estrenada el 2004, era basada en el viatge en moto que van fer el Che Guevara i Alberto Granado. El 2005 fou el primer portoriqueny nominat a l'Oscar al millor guió original. També va rebre la Medalla del Cercle d'Escriptors Cinematogràfics al millor guió adaptat i el premi de l'Asociación de Cronistas Cinematográficos de la Argentina; també fou nominat al premi del Sindicat de Guionistes dels Estats Units.
El 30 de gener de 2008 va estrenar a San Francisco la seva obra "Brainpeople," coproduïda per l'American Conservatory Theater. Rivera també ha dirigir i escrit el guió de "Celestina", una pel·lícula basada lleugerament en la seva obra La tectónica de las nubes i produïda per Walter Salles. El 2012 va fer una adaptació cinematogràfica d' On the Road, basada en la novel·la de Jack Kerouac.

## Premis i honors
Medalles del Cercle d'Escriptors Cinematogràfics
| Any  | Categoria           | Pel·lícula             | Resultat |
| ---- | ------------------- | ---------------------- | -------- |
| 2004 | Millor guió adaptat | Diarios de motocicleta | Ganador  |